# キシラナーゼ
キシラナーゼ(Xylanase)は、キシランをキシロースに分解する酵素である。そのため、植物の細胞壁の主要成分の1つであるヘミセルロースを分解する。
ほ乳類はキシラナーゼを作らないのに対して、植物を栄養源として繁殖する微生物にとっては、主要な役割を果たす。さらに、菌が植物中の物質を利用可能な栄養源に変換するためにもキシラナーゼを生産する。
キシラナーゼの商業的な利用としては、製紙に先立つ木材パルプの無塩素漂白やサイレージの消化性向上としての用途がある（同様に、コンポストの発酵にも用いられる）。
食品産業では、キシラナーゼは食品添加物として家禽への添加、パン生地の作業性の改善や品質向上、コーヒーや植物油、デンプンの抽出、サイレージや穀物の消化性向上、またペクチナーゼやセルラーゼと組み合わせてフルーツジュースの清澄化や、亜麻、麻、黄麻、ラミー等の植物繊維の脱ガム化等がある。微生物源からのスクリーニングや生成法、単離、精製、商業応用まで、キシラナーゼに関して多数の科学論文も書かれている。
さらに、キシラナーゼは、ピュラトス社の生地改良剤s500及びus500の主要成分である。これらの酵素はパン生地の作業性や吸水性を改良する。
将来的には、キシラナーゼは、植物材料からバイオ燃料を作るのに用いられることが期待される。